# Reiner (cràter)

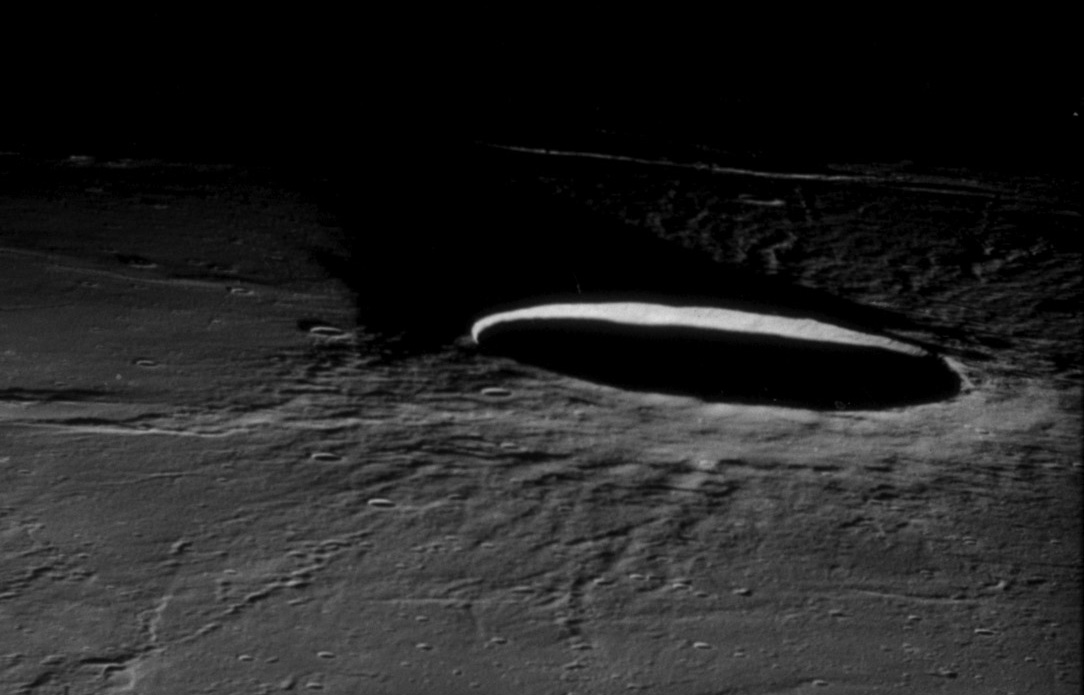
Vista obliqua de Reiner sobre el terminador lunar. Fotografia de la missió Apol·lo 12

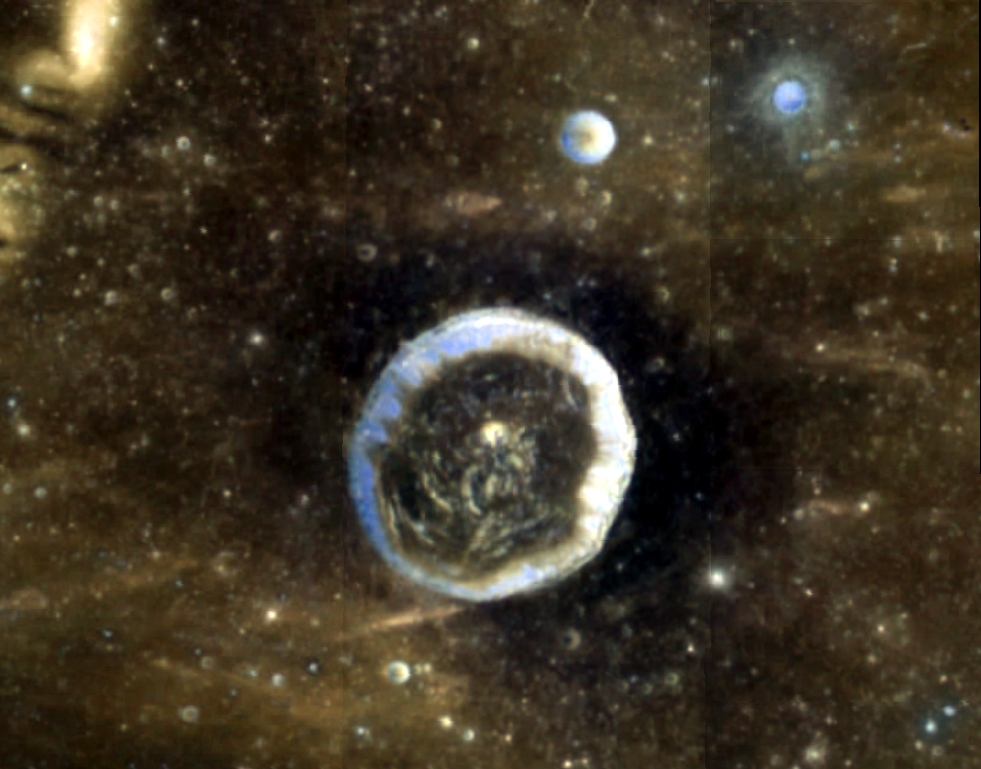
Fotografia de la missió Clementine (1994)

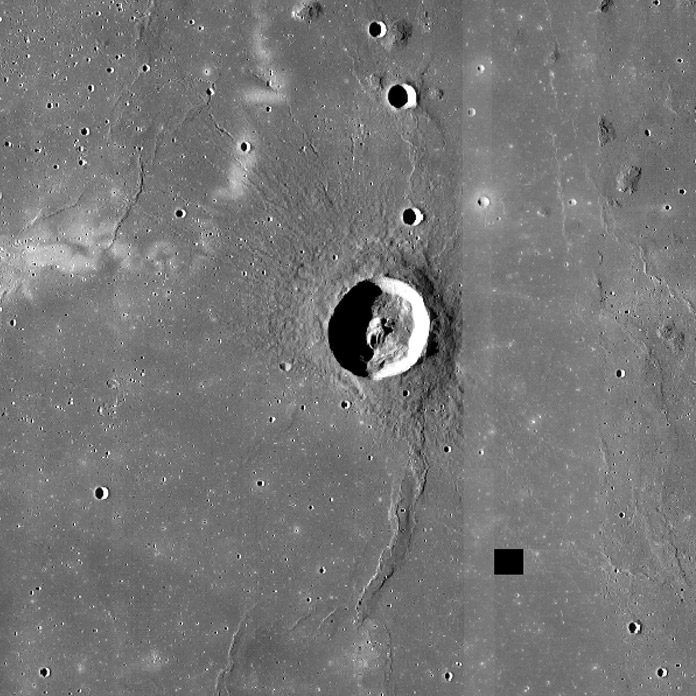
Fotografia de la missió Lunar Reconnaissance Orbiter

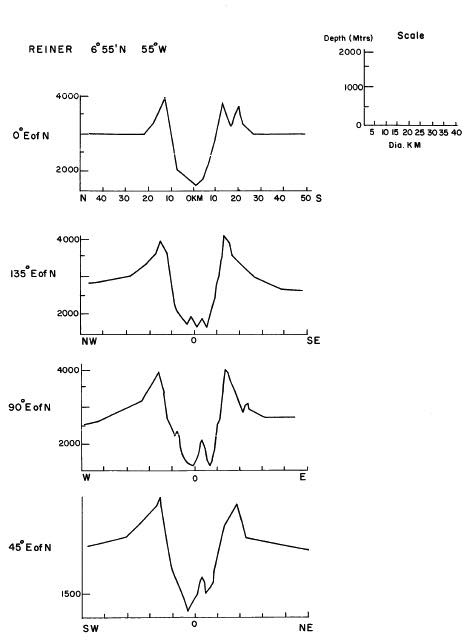
Perfils transversals del cràter

Reiner és un cràter d'impacte situat sobre l'Oceanus Procellarum, en la part occidental de la Lluna. Té una vora gairebé circular, però la seva aparença és ovalada a causa de l'escorç. El perfil del brocal apareix ben definit, sense mostres d'erosió per altres impactes. En el punt central de l'irregular sòl del cràter posseeix un pic central. Per fora de la vora posseeix una sèrie de rampes onades que s'estén a través del mare al llarg d'aproximadament la meitat del diàmetre del cràter.

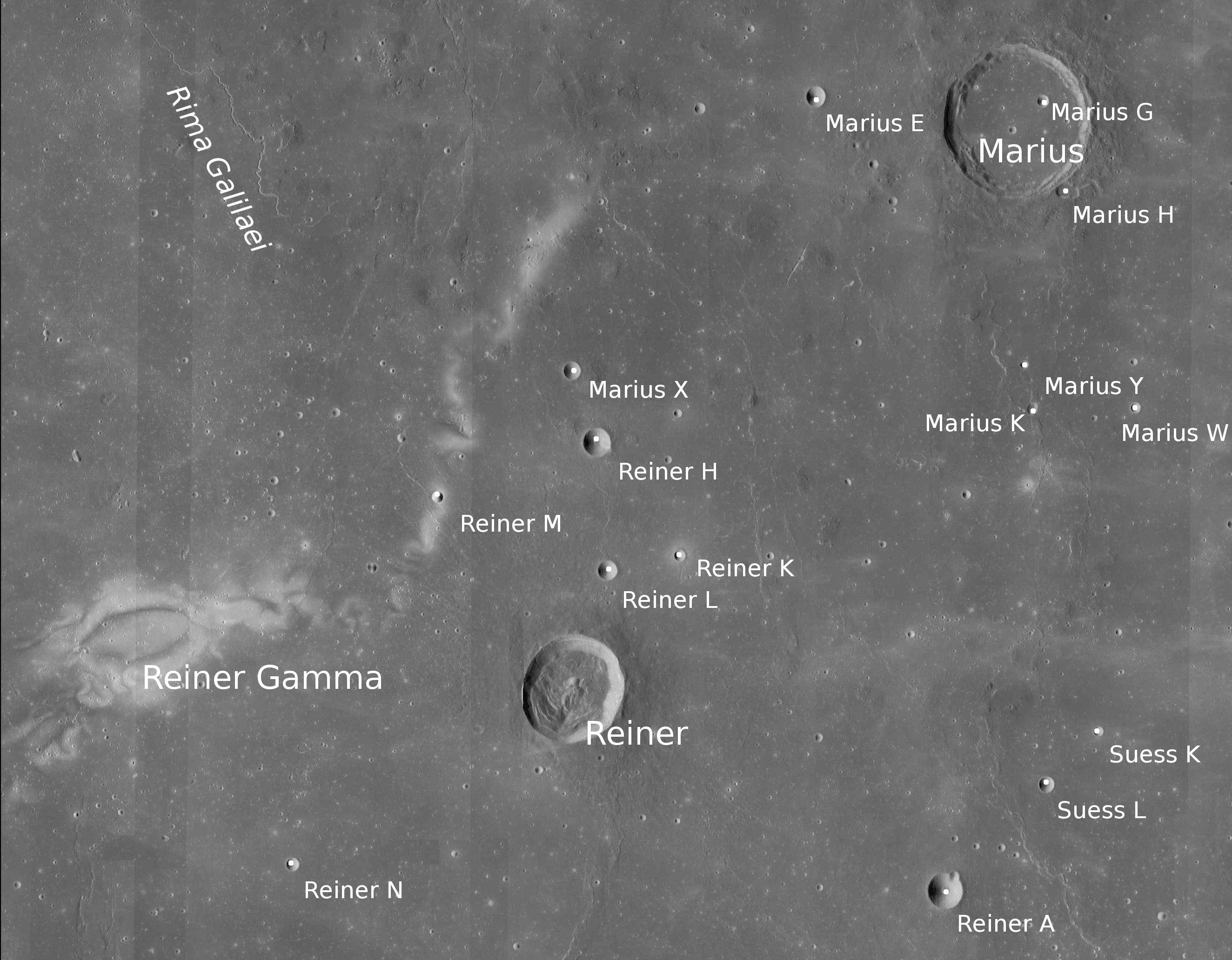
Entorn de Reiner

A l'oest-nord-oest del cràter, també en l'Oceanus Procellarum, es troba Reiner Gamma, una inusual marca sobre la superfície lunar amb forma de peix, constituïda per un material d'alt albedo similar al d'un sistema de marques radials.

## Cràters satèl·lit
Per convenció aquests elements són identificats en els mapes lunars posant la lletra en el costat del punt central del cràter que està més proper a Reiner.
|        | \| Reiner \| Coordenades \| Diàmetre \| \| ------ \| ---------------------------------- \| -------- \| \| A \| 5° 12′ N, 51° 24′ O / 5.2°N,51.4°O \| 10 km \| \| C \| 3° 30′ N, 51° 30′ O / 3.5°N,51.5°O \| 7 km \| \| E \| 1° 54′ N, 49° 36′ O / 1.9°N,49.6°O \| 4 km \| \| G \| 3° 18′ N, 54° 18′ O / 3.3°N,54.3°O \| 3 km \| \| H \| 9° 06′ N, 54° 42′ O / 9.1°N,54.7°O \| 8 km \| \| K \| 8° 06′ N, 53° 54′ O / 8.1°N,53.9°O \| 3 km \| \| L \| 8° 00′ N, 54° 36′ O / 8.0°N,54.6°O \| 6 km \| \| M \| 8° 36′ N, 56° 06′ O / 8.6°N,56.1°O \| 3 km \| \| N \| 5° 24′ N, 57° 30′ O / 5.4°N,57.5°O \| 4 km \| \| Q \| 1° 24′ N, 50° 54′ O / 1.4°N,50.9°O \| 3 km \| \| R \| 3° 42′ N, 55° 30′ O / 3.7°N,55.5°O \| 45 km \| \| S \| 2° 12′ N, 50° 42′ O / 2.2°N,50.7°O \| 4 km \| \| T \| 3° 42′ N, 52° 12′ O / 3.7°N,52.2°O \| 2 km \| \| U \| 4° 06′ N, 52° 30′ O / 4.1°N,52.5°O \| 3 km \| |          |
| Reiner | Coordenades | Diàmetre |
| A      | 5° 12′ N, 51° 24′ O / 5.2°N,51.4°O | 10 km    |
| C      | 3° 30′ N, 51° 30′ O / 3.5°N,51.5°O | 7 km     |
| E      | 1° 54′ N, 49° 36′ O / 1.9°N,49.6°O | 4 km     |
| G      | 3° 18′ N, 54° 18′ O / 3.3°N,54.3°O | 3 km     |
| H      | 9° 06′ N, 54° 42′ O / 9.1°N,54.7°O | 8 km     |
| K      | 8° 06′ N, 53° 54′ O / 8.1°N,53.9°O | 3 km     |
| L      | 8° 00′ N, 54° 36′ O / 8.0°N,54.6°O | 6 km     |
| M      | 8° 36′ N, 56° 06′ O / 8.6°N,56.1°O | 3 km     |
| N      | 5° 24′ N, 57° 30′ O / 5.4°N,57.5°O | 4 km     |
| Q      | 1° 24′ N, 50° 54′ O / 1.4°N,50.9°O | 3 km     |
| R      | 3° 42′ N, 55° 30′ O / 3.7°N,55.5°O | 45 km    |
| S      | 2° 12′ N, 50° 42′ O / 2.2°N,50.7°O | 4 km     |
| T      | 3° 42′ N, 52° 12′ O / 3.7°N,52.2°O | 2 km     |
| U      | 4° 06′ N, 52° 30′ O / 4.1°N,52.5°O | 3 km     |